# Tirubuvanam
Tirubuvanam (auch: Thirupuvanam, Tamil: திருபுவனம் Tirupuvaṉam) ist eine Kleinstadt mit schätzungsweise 20.000 Einwohnern im südindischen Bundesstaat Tamil Nadu im Distrikt Thanjavur.

## Lage und Klima
Tirubuvanam liegt nur etwa 6,5 km (Fahrtstrecke) nordöstlich von Kumbakonam in einer Höhe von ca. 29 m. Die Koromandelküste am Golf von Bengalen bei der Stadt Karaikal ist etwa 52 km in östlicher Richtung entfernt. Das Klima entspricht weitgehend dem in der Nachbarstadt Kumbakonam.

## Bevölkerung
Die Bewohner der Kleinstadt sind in der Mehrzahl (ca. 89 %) Hindus und zu etwa 10,5 % Muslime. Die Hauptsprache ist das Tamil, das von 79 % der Bevölkerung als Muttersprache gesprochen wird. Daneben gibt es eine größere Minderheit von Sprechern des Saurashtri (18 %) sowie eine kleinere Telugu sprechende Minderheit (3 %). Anders als im Norden Indiens sind der männliche und der weibliche Bevölkerungsanteil in etwa gleich hoch.

## Wirtschaft
Neben der Landwirtschaft existiert in Tirubuvanam eine überregional bekannte Seidenproduktion.

## Geschichte
Im letzten Viertel des 12. Jahrhunderts verlegte der Chola-Herrscher Kulothunga III. (reg. 1179–1216) die Hauptstadt des Reiches von Darasuram nach Tirubuvanam und gab den Bau des dem Hindu-Gott Shiva geweihten Kampaharesvara-Tempels in Auftrag, der zu den bedeutendsten Bauwerken der Chola-Architektur gehört, obwohl er nicht – wie die allesamt älteren Tempel von Tanjavur, Gangaikondacholapuram und Darasuram – zum UNESCO-Weltkulturerbe „Große Tempel der Chola-Dynastie“ gehört.

## Sehenswürdigkeiten

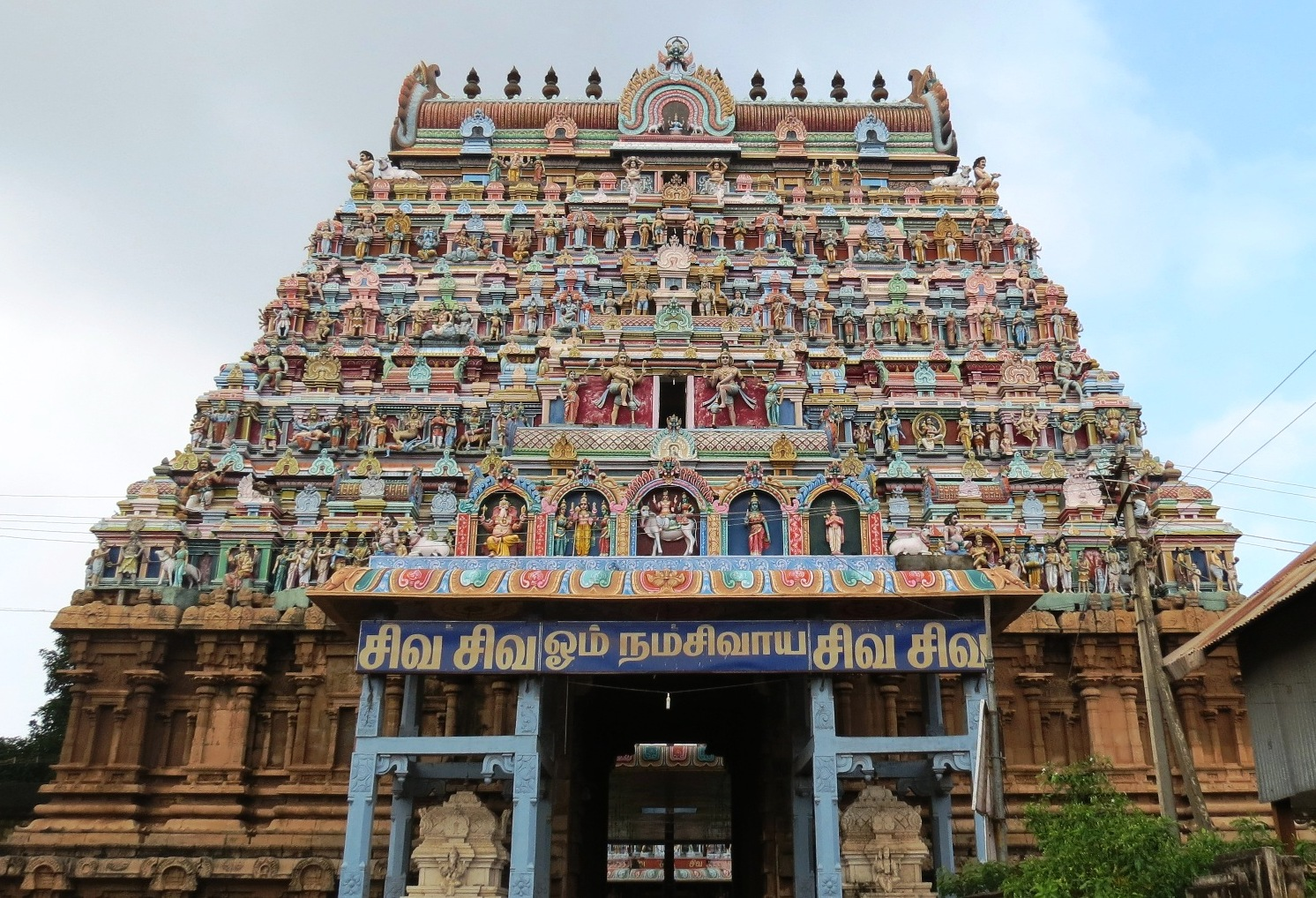
Kampaharesvara-Tempel, Gopuram

- Der aus einem großen und mehreren kleineren Tempeln bestehende Tempelbezirk des Kampaharesvara-Tempels ist von einer hohen Mauer umgeben, welche an der Ostseite von einem quergelagerten und repräsentativen Gopuram-Torbau durchbrochen ist. Man betritt den Tempel über mehrere erhöht liegende Vorhallen (mandapas), von denen eine einen liegenden Nandi-Bullen beherbergt. Höhepunkt ist die am Ende der Bauflucht liegende und – wie üblich – unbelichtete Cella (garbhagriha), die außen von einem pyramidalen, aber mehrfach abgestuften Tempelturm (vimana) überhöht ist. Auf den verschiedenen Ebenen der Turmfassade befinden sich unterschiedlich gestaltete und dekorativ bemalte Schreine, die den religiös-hoheitlichen Charakter des Tempels unterstreichen.
- Der Tempelbezirk umfasst auch einen für die Region bedeutsamen Sarabeswara-Tempel, der einer in weiten Teilen Südindiens verehrten geflügelten Gottheit geweiht ist, die Aspekte von Shiva/Bhairava, Vishnu/Garuda und Narasimha in sich vereint. Auch die furchterregenden Göttinnen Kali und Durga werden manchmal zur Erklärung des seltsamen Mischwesens herangezogen.